# M-150 Cup 2017
M-150 Cup 2017 là giải đấu tổ chức từ ngày 9 đến ngày 15 tháng 12 năm 2017 tại Buriram, tỉnh Buriram, Thái Lan. Giải đấu mang tên này vì có sự tài trợ và quyền đặt tên của nhãn hiệu nước tăng lực M-150.

## Địa điểm
Tất cả các trận đấu đều được tổ chức tại Sân vận động I-Mobile mới ở Buriram, Thái Lan.
| Buriram                   |
| ------------------------- |
| Sân vận động I-Mobile mới |
| Sức chứa: 32.600          |
|                           |

## Các trận đấu
Tất cả thời gian địa phương, Giờ Đông Dương (UTC+7)

### Bảng A
| VT | Đội               | ST | T | H | B | BT | BB | HS | Đ | Giành quyền tham dự    |
| -- | ----------------- | -- | - | - | - | -- | -- | -- | - | ---------------------- |
| 1  | Nhật Bản          | 2  | 1 | 0 | 1 | 5  | 2  | +3 | 3 | Chung kết              |
| 2  | Thái Lan          | 2  | 1 | 0 | 1 | 2  | 2  | 0  | 3 | Play-off tranh hạng ba |
| 3  | CHDCND Triều Tiên | 2  | 1 | 0 | 1 | 1  | 4  | −3 | 3 |                        |

| Thái Lan                       | 2–1      | Nhật Bản   |
| ------------------------------ | -------- | ---------- |
| Saringkarn 49' · Chaiyawat 64' | Chi tiết | Kamiya 52' |

| Nhật Bản                                | 4–0      | CHDCND Triều Tiên |
| --------------------------------------- | -------- | ----------------- |
| Naganuma 5' · Ueda 15', 56' · Inoue 37' | Chi tiết |                   |

| CHDCND Triều Tiên | 1–0      | Thái Lan |
| ----------------- | -------- | -------- |
| Ri Hun 80'        | Chi tiết |          |

### Bảng B
| VT | Đội        | ST | T | H | B | BT | BB | HS | Đ | Giành quyền tham dự    |
| -- | ---------- | -- | - | - | - | -- | -- | -- | - | ---------------------- |
| 1  | Uzbekistan | 2  | 1 | 1 | 0 | 4  | 3  | +1 | 4 | Chung kết              |
| 2  | Việt Nam   | 2  | 1 | 0 | 1 | 5  | 2  | +3 | 3 | Play-off tranh hạng ba |
| 3  | Myanmar    | 2  | 0 | 1 | 1 | 2  | 6  | −4 | 1 |                        |

| Việt Nam                                                              | 4–0      | Myanmar |
| --------------------------------------------------------------------- | -------- | ------- |
| Nuyễn Quang Hải 11', 20' · Phan Văn Long 64' · Nguyễn Công Phượng 69' | Chi tiết |         |

| Myanmar                  | 2–2      | Uzbekistan                               |
| ------------------------ | -------- | ---------------------------------------- |
| Sithu 17' · Lwin Moe 75' | Chi tiết | Abdixolikov 88' · Urinboev 90+4' (ph.đ.) |

| Uzbekistan                     | 2–1      | Việt Nam                       |
| ------------------------------ | -------- | ------------------------------ |
| Abdixolikov 31' · Urinboev 66' | Chi tiết | Nguyễn Công Phượng 59' (ph.đ.) |

### Trận tranh hạng ba
| Việt Nam                   | 2–1      | Thái Lan     |
| -------------------------- | -------- | ------------ |
| Nguyễn Công Phượng 7', 22' | Chi tiết | Supachok 47' |

### Chung kết
| Nhật Bản                                     | 2–2      | Uzbekistan                               |
| -------------------------------------------- | -------- | ---------------------------------------- |
| Kamiya 45+3' · Komatsu 88'                   | Chi tiết | Urinboev 45', 75'                        |
| Loạt sút luân lưu                            |          |                                          |
| - Kamiya - Komatsu - Matsumoto - Suga - Ueda | 3–4      | - Khamdamov - Sidikov - Odiljon - Ganiev |

## Vô địch
| M-150 Cup 2017         |
| ---------------------- |
| · Uzbekistan · Lần đầu |

## Cầu thủ ghi bàn
4 bàn
- Zabikhillo Urinboev
- Nguyễn Công Phượng

2 bàn
- Ayase Ueda
- Yuta Kamiya
- Bobir Abdixolikov
- Nguyễn Quang Hải

1 bàn
- Ren Komatsu
- Shion Inoue
- Yoichi Naganuma
- Lwin Moe Aung
- Sithu Aung
- Ri Hun
- Chaiyawat Buran
- Saringkarn Promsupa
- Supachok Sarachat
- Phan Văn Long